# Wilhelm Steinhilber
Wilhelm Steinhilber (* 12. November 1892 in Neuffen; † 27. Juli 1977) war ein deutscher Lokalgeschichtsforscher. Zur Geschichte der Stadt Heilbronn veröffentlichte er neben zahlreichen Artikeln auch einige monographische Werke.

## Leben
Steinhilber kam aus Esslingen nach Heilbronn, wo er ab 1. Mai 1928 bis 1945 Geschäftsführer bzw. Verwaltungsdirektor der AOK Heilbronn war. Von April 1945 bis 30. November 1957 war er Verwaltungsdirektor der Städtischen Krankenanstalten und trat dann in den Ruhestand.
In seiner Freizeit und im Ruhestand betrieb Steinhilber Forschungen zur Heimatgeschichte. In den Jahrbüchern des Historischen Vereins Heilbronn und in Schwaben und Franken, der heimatgeschichtlichen Beilage der Tageszeitung Heilbronner Stimme, veröffentlichte er zahlreiche Aufsätze zur Heilbronner Geschichte. Er schrieb auch mehrere Monographien zu Themen der Stadtgeschichte, die in Veröffentlichungsreihen des Stadtarchivs Heilbronn erschienen.

## Auszeichnungen
1952 erhielt Wilhelm Steinhilber das Bundesverdienstkreuz am Bande. Es wurde bei der Einweihungsfeier des durch Umbau aus einem Wehrmachtslazarett entstandenen neuen städtischen Krankenhauses an der Jägerhausstraße überreicht.

## Veröffentlichungen (Auswahl)
- Das Gesundheitswesen im alten Heilbronn (1956, DNB 454862377)
- Die Heilbronner Bürgerwehren 1848 und 1849 und ihre Beteiligung an der badischen Mai-Revolution des Jahres 1849 (1959, DNB 454862369)
- Heilbronn – Die schwersten Stunden der Stadt (1961, DNB 454862385, Neuauflage 1988, ISBN 3-921923-05-0)